# Takuma Koga
Takuma Koga (født 30. april 1969) er en tidligere japansk fodboldspiller.
Han har spillet for flere forskellige klubber i sin karriere, herunder Júbilo Iwata, Shimizu S-Pulse og Cerezo Osaka.